# خيسوس إيماز
خيسوس إيماز (بالإسبانية: Jesús Imaz) هو لاعب كرة قدم إسباني في مركز الهجوم، ولد في 26 سبتمبر 1990 في لاردة في إسبانيا. لعب مع نادي لاردة ونادي ياغوستيرا.

## وصلات خارجية
- خيسوس إيماز على موقع قاعدة بيانات كرة القدم.إي يو (الإنجليزية)
- خيسوس إيماز على موقع Soccerbase.com (لاعب) (الإنجليزية)
- خيسوس إيماز على موقع Soccerway.com (الإنجليزية)
- خيسوس إيماز على موقع AS.com (الإسبانية)